# Polymixinia koreana
Polymixinia koreana är en fjärilsart som beskrevs av Alphéraky 1897. Polymixinia koreana ingår i släktet Polymixinia och familjen mätare. Inga underarter finns listade i Catalogue of Life.